# Auferstehungskirche (Schwebheim)

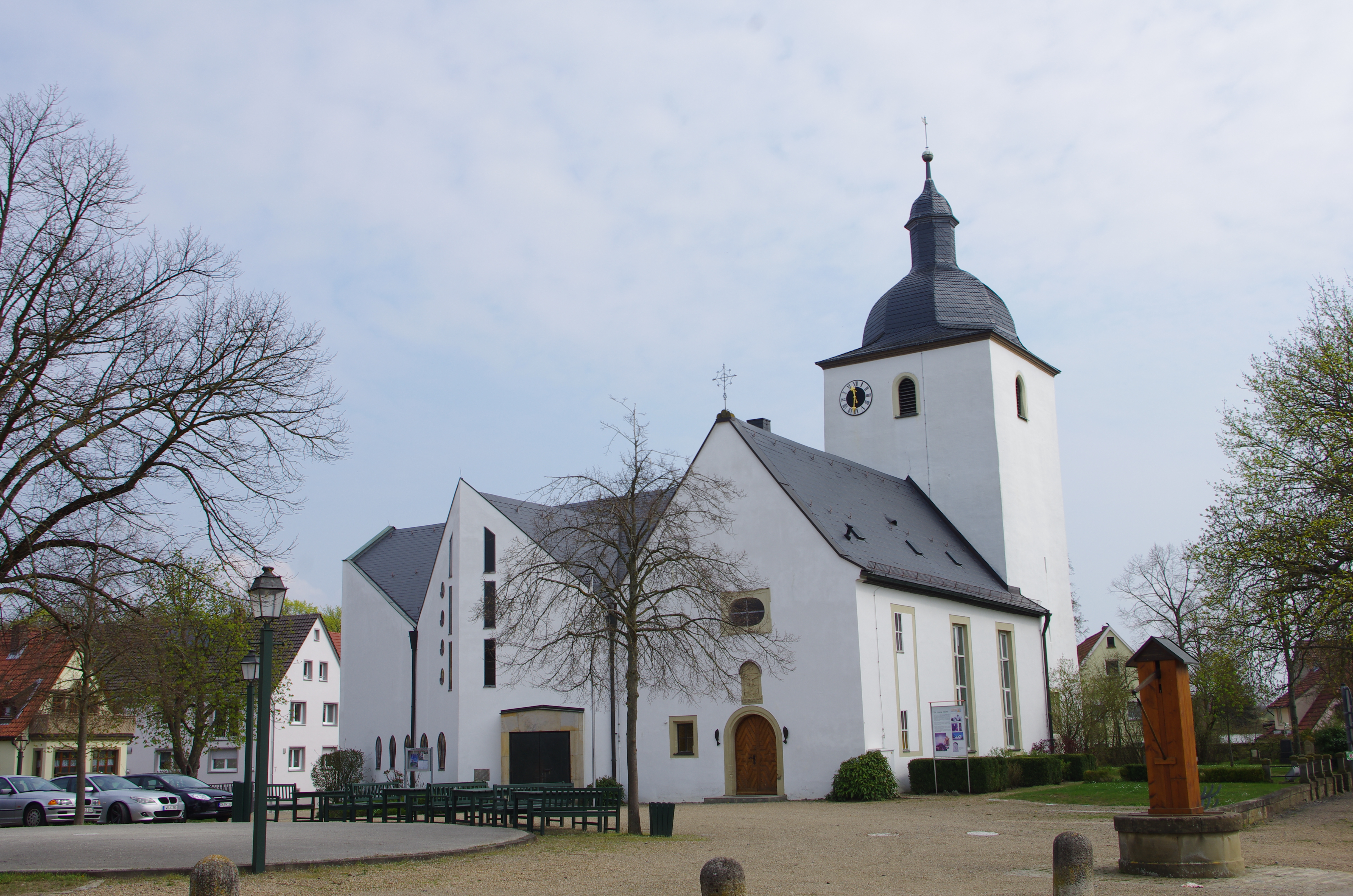
Auferstehungskirche (Schwebheim)

Die denkmalgeschützte, evangelisch-lutherische Auferstehungskirche steht in Schwebheim, einer Gemeinde im Landkreis Schweinfurt (Unterfranken, Bayern). Die Pfarrkirche ist unter der Denkmalnummer D-6-78-176-1 als Baudenkmal in der Bayerischen Denkmalliste eingetragen. Die Pfarrei gehört zum Dekanat Schweinfurt im Kirchenkreis Ansbach-Würzburg der Evangelisch-Lutherischen Kirche in Bayern.

## Beschreibung
Der Gebäudekomplex besteht aus zwei Teilen, einer alten Saalkirche mit einem 1576 umgebauten Langhaus mit einem im Kern mittelalterlichen Chorturm im Osten, und einem 1956 an das Langhaus nach Norden nach einem Entwurf von Olaf Andreas Gulbransson angebauten Kirchengebäude auf polygonalem Grundriss. Das oberste Geschoss des mit einer geschwungenen Haube mit Laterne bedeckten Chorturms beherbergt die Turmuhr und den Glockenstuhl.
Zur Kirchenausstattung in der Saalkirche gehören ein barocker Hochaltar und ein Sakramentshaus von 1494. Das Taufbecken wurde im Zentrum des Neubaus platziert. Die Anordnung der Kirchenbänke und der Emporen sind auf den Altar ausgerichtet. Die Deckenmalerei ist als Fresko ausgeführt.
Die Orgel wurde 1953 für die Saalkirche von G. F. Steinmeyer & Co. gebaut. Sie erhielt bei der Umsetzung in den neuen Kirchsaal drei zusätzliche Register.